# Bebearia
Bebearia is een geslacht van vlinders uit de familie Nymphalidae. Het geslacht telt ruim 100 soorten.

## Soorten
- Bebearia elpinice (Hewitson, 1869)
- Bebearia carshena (Hewitson, 1870)
- Bebearia abesa (Hewitson, 1869)
- Bebearia tentyris (Hewitson, 1866)
  - Bebearia tentyris tentyris (Hewitson, 1866)
  - Bebearia tentyris winifredae (Fox, 1965)
  - Bebearia tentyris languida (Schultze, 1920)
  - Bebearia tentyris subtentyris (Strand, 1912)
  - Bebearia tentyris seeldrayersi (Aurivillius, 1899)
- Bebearia absolon (Fabricius, 1793)
  - Bebearia absolon absolon (Fabricius, 1793)
  - Bebearia absolon entebbiae (Lathy, 1906)
- Bebearia zonara (Butler, 1871)
- Bebearia cottoni (Bethune-Baker, 1908)
- Bebearia mandinga (Felder, 1860)
- Bebearia oxione (Hewitson, 1866)
  - Bebearia oxione oxione (Hewitson, 1866)
  - Bebearia oxione squalida (Talbot, 1928)
- Bebearia partita (Aurivillius, 1895)
- Bebearia brunhilda (Kirby, 1889)
- Bebearia chriemhilda (Staudinger, 1895)
- Bebearia hargreavesi D'Abrera, 1980
- Bebearia laetitia (Plötz, 1880)
- Bebearia laetitioides (Joicey & Talbot, 1921)
- Bebearia fulgurata (Aurivillius, 1904)
- Bebearia brunnescens (Joicey & Talbot, 1921)
- Bebearia castanea (Holland, 1893)
- Bebearia congolensis (Capronnier, 1889)
- Bebearia phranza (Hewitson, 1865)
  - Bebearia phranza phranza (Hewitson, 1865)
  - Bebearia phranza moreelsi (Aurivillius, 1901)
  - Bebearia phranza rubiginosa (Talbot, 1927)
- Bebearia severini (Aurivillius, 1898)
- Bebearia aurora (Aurivillius, 1896)
  - Bebearia aurora aurora (Aurivillius, 1896)
  - Bebearia aurora eos (Röber, 1936)
- Bebearia braytoni (Sharpe, 1907)
- Bebearia sophus (Fabricius, 1793)
  - Bebearia sophus sophus (Fabricius, 1793)
  - Bebearia sophus phreone (Feisthamel, 1850)
  - Bebearia sophus audeoudi (Riley, 1936)
  - Bebearia sophus ochreata (Carcasson, 1961)
  - Bebearia sophus aruunda (Overlaet, 1955)
- Bebearia wilwerthi (Aurivillius, 1898)
  - Bebearia wilwerthi wilwerthi (Aurivillius, 1898)
  - Bebearia wilwerthi kayonza Jackson, 1956
- Bebearia demetra (Godart, 1819)
  - Bebearia demetra demetra (Godart, 1819)
  - Bebearia demetra obsolescens (Talbot, 1928)
- Bebearia maledicta (Strand, 1912)
- Bebearia phantasia (Hewitson, 1865)
  - Bebearia phantasia phantasia (Hewitson, 1865)
  - Bebearia phantasia paraceres (Talbot, 1928)
- Bebearia phantasiella (Staudinger, 1891)
  - Bebearia phantasiella phantasiella (Staudinger, 1891)
  - Bebearia phantasiella phantasina (Staudinger, 1891)
  - Bebearia phantasiella simulata (van Someren, 1939)
- Bebearia flaminia (Staudinger, 1891)
- Bebearia nivaria (Ward, 1871)
- Bebearia maximiana (Staudinger, 1891)
- Bebearia cinaethon (Hewitson, 1874)
- Bebearia comus (Ward, 1871)
- Bebearia ikelemba (Aurivillius, 1901)
- Bebearia cocalia (Fabricius, 1793)
  - Bebearia cocalia cocalia (Fabricius, 1793)
  - Bebearia cocalia orientis (Karsch, 1895)
  - Bebearia cocalia continentalis Hecq, 1988
  - Bebearia cocalia badiana (Rebel, 1914)
  - Bebearia cocalia katera (van Someren, 1939)
- Bebearia dealbata (Carcasson, 1958)
  - Bebearia dealbata dealbata (Carcasson, 1958)
  - Bebearia dealbata taveta Clifton, 1980
- Bebearia theognis (Hewitson, 1864)
- Bebearia mardania (Fabricius, 1793)
  - Bebearia mardania mardania (Fabricius, 1793)
  - Bebearia mardania senegalensis (Herrich-Schaeffer, 1850)
- Bebearia plistonax (Hewitson, 1874)
- Bebearia staudingeri (Aurivillius, 1893)
- Bebearia arcadius (Fabricius, 1793)
- Bebearia barce (Doubleday, 1847)
  - Bebearia barce barce (Doubleday, 1847)
  - Bebearia barce maculata (Aurivillius, 1912)
- Bebearia chloeropis (Bethune-Baker, 1908)
- Bebearia luteola (Bethune-Baker, 1908)
- Bebearia leptotypa (Bethune-Baker, 1908)
- Bebearia makala (Bethune-Baker, 1908)
- Bebearia cutteri (Hewitson, 1865)
- Bebearia cognata (Grunberg, 1910)
- Bebearia eliensis (Hewitson, 1866)
- Bebearia innocua (Grose-Smith & Kirby, 1889)
- Bebearia ashantina (Dudgeon, 1913)
- Bebearia chilonis (Hewitson, 1874)
- Bebearia tessmanni (Grunberg, 1910)
- Bebearia intermedia (Bartel, 1905)
- Bebearia octogramma (Grose-Smith & Kirby, 1889)
- Bebearia barombina (Staudinger, 1895)
- Bebearia aurivillii (Strand, 1914)
- Bebearia ducalis (Grunberg, 1912)
- Bebearia schoutedeni (Overlaet, 1954)